# Fordham (Bronx)
Fordham is een wijk van The Bronx, New York in de Verenigde Staten. Het was een dorp in de gemeente West Farms en werd in 1874 geannexeerd door de stad New York. Universiteit van Fordham, de New York Botanical Garden en de Bronx Zoo bevinden zich in de wijk. Het zuiden van de wijk wordt bestuurd door de Bronx Community Board 5, en het noorden door Bronx Community Board 7.

## Geschiedenis
De Nederlandse kolonist Jan Arcer, die zich later John Archer noemde, vestigde zich in het gebied. In 1671 kocht hij ongeveer 1600 hectare en noemde het Fordham naar een voorde in de Bronx-rivier. Tijdens de Amerikaanse Revolutie werd het dorp door de Britten verwoest. In 1839 kocht John Hughes land in Fordham om een seminarie te stichten. In 1841 werd St. John's College gesticht en in 1907 hernoemd naar de Universiteit van Fordham.
In 1841 werd een station gebouwd in Fordham aan de Harlem Line. Het dorp hoorde oorspronkelijk bij de gemeente West Farms in Westchester County. In 1874 werd de gemeente geannexeerd door de stad New York, en in 1898 werd het een onderdeel van de borough The Bronx. In 1884 werd een gedeelte van de campus van de Universiteit van Fordham aan de stad verkocht voor de oprichting van een dierentuin en botanische tuin. De New York Botanical Garden opende in 1891, en de Bronx Zoo in 1899. 
In 1917 werd de metro doorgetrokken naar Fordham, en werden veel huurkazernes gebouwd van 5 en 6 verdiepingen die werden bewoond door arbeiders die werkten in Manhattan. Fordham ontwikkelde zich ook als winkelgebied voor het middenwesten van The Bronx. Op 9 januari 2022 vonden 19 mensen waaronder 9 kinderen de dood bij een brand in een torenflat in Fordham.

## Demografie
De wijken Fordham en het noorden van University Heights vormen samen één censusgebied. In 2020 telden de wijken 46.538 inwoners. 3,9% van de bevolking is blank; 3,6% is Aziatisch; 15,8% is Afro-Amerikaans en 74,2% is Hispanic ongeacht ras of etnische groepering. In 2019 was het gemiddelde gezinsinkomen US$35.501, en ligt fors beneden het gemiddelde van de stad New York ($72.108).

## Transport
Fordham heeft drie metrostations: Fordham Road (Concourse Line), Fordham Road (Jerome Avenue Line) en 182nd-183rd Streets. De wijk wordt bediend door het Fordham Station aan de Harlem en New Haven Line.

## Foto's

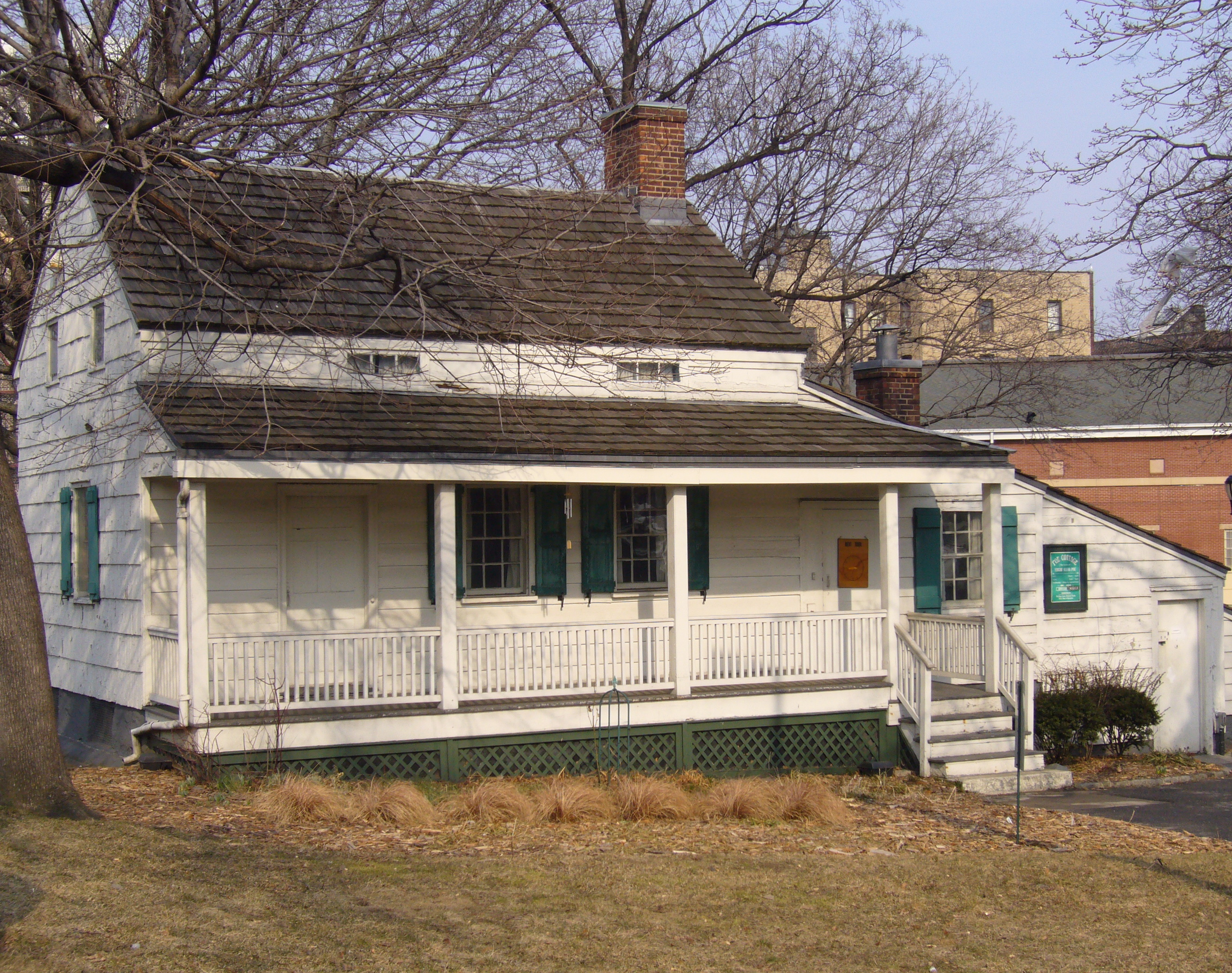
De woning van Edgar Allan Poe
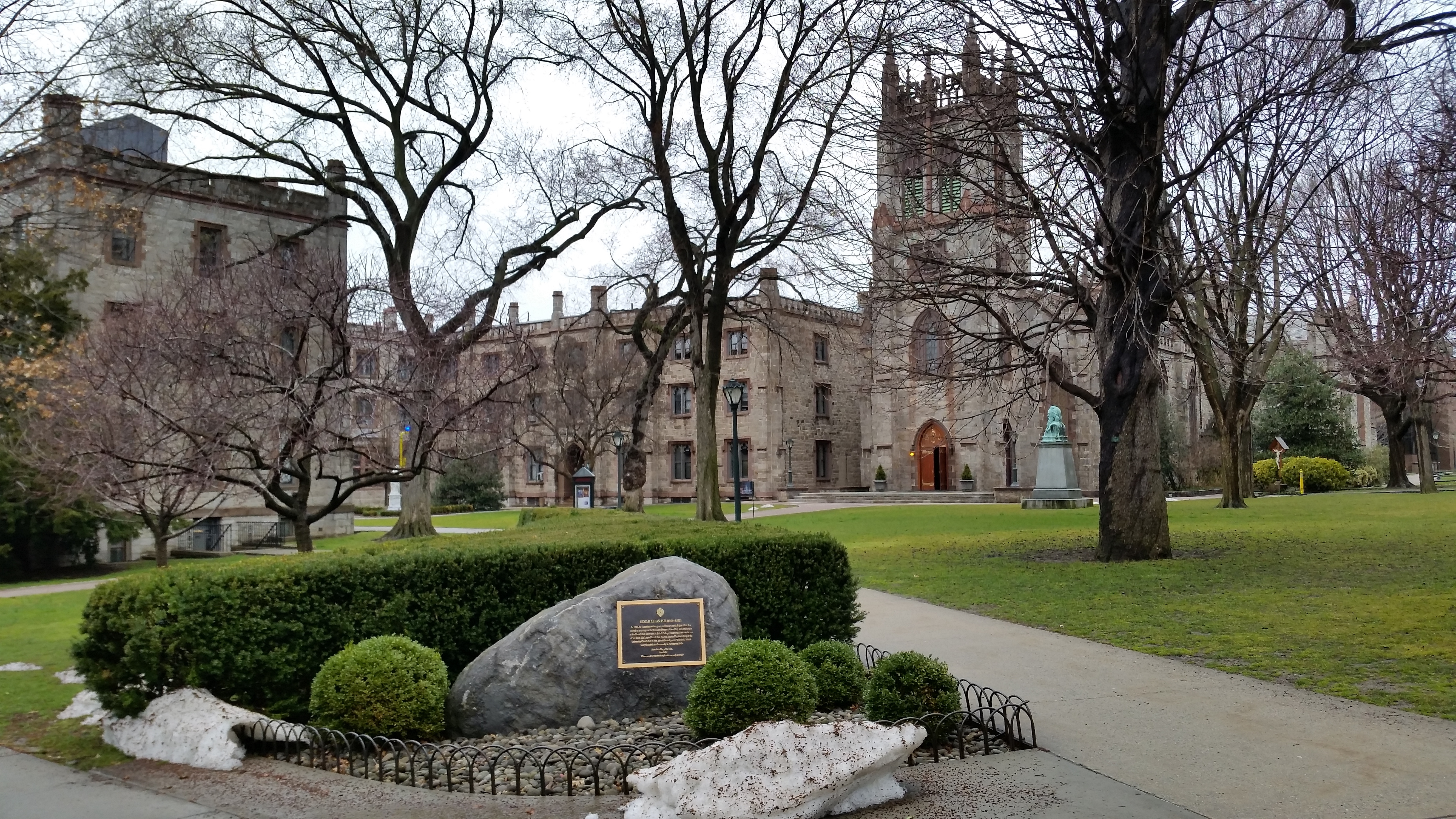
Fordham University
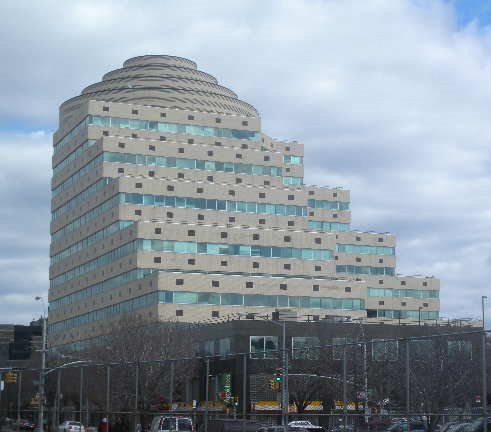
Fordham Plaza
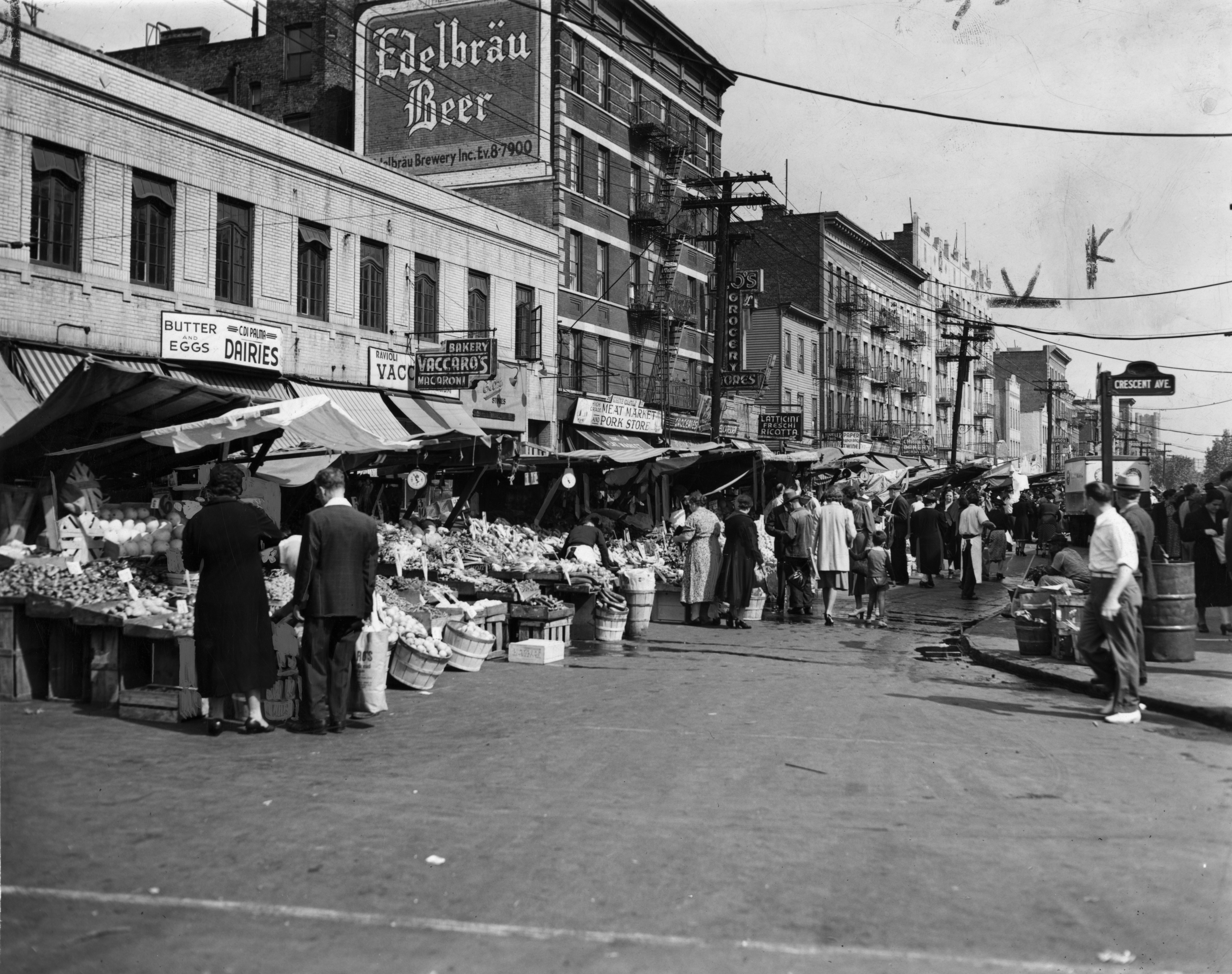
Markt in Arthur Avenue (1940)

- Nationale Bibliotheek van Israël: 987007567358605171

City Island · Concourse · Co-op City · Fordham · Kingsbridge · Morrisania · Parkchester · Riverdale · Spuyten Duyvil · Throgs Neck · Wakefield · West Farms